# Креодонты
Креодо́нты (лат. Creodonta, "мясозубы") — отряд вымерших хищных млекопитающих. Впервые их описал в 1877 году Эдвард Дринкер Коуп.
Креодонты были господствующими хищными видами в раннем третичном периоде, 55—35 млн лет назад. Несмотря на внешнее сходство с современными хищными, в настоящее время предполагается, что креодонты не были предками хищных, а имели с ними общего предка, не оставив потомков среди современных млекопитающих. Основное отличие от современных хищных состояло в ином строении челюсти, из-за чего она была малоподвижной: креодонты, подобно крокодилам, умели перекусывать жертву, но не могли её обгладывать. Хуже развит (по сравнению с хищниками) был и мозг креодонтов.
Останки креодонтов обнаружены в Европе, Азии, Северной Америке и Африке. В тропической Африке креодонты смогли дожить до миоцена.
Эти животные обладали архаичной морфологией и питались сугубо животной пищей, о чем свидетельствует и их название — «мясозубы» (др.-греч. κρέας «мясо» + ὀδούς «зуб»). Оформившись к концу палеоцена и пережив два крупных этапа адаптивной радиации (на рубеже палеоцена и раннего эоцена и в конце среднего — начале позднего эоцена), группа просуществовала до конца миоцена; её представители встречались по всему Северному полушарию, а также в Африке.

## История открытия и изучения
Впервые ископаемые остатки креодонтов были обнаружены в 20-е годы XIX века в позднеэоценовых отложениях Парижского бассейна. Во второй половине XIX и в начале XX в. последовали многочисленные находки из стран Западной Европы и США, были описаны десятки новых родов и видов. Первые находки креодонтов в Азии были сделаны в миоценовых отложениях Сивалика и формации Нагри. Основную массу наиболее информативных находок удалось получить в ходе работ Центрально-Азиатской Американской экспедиции (1920-1930 гг.).
Длительное время ранние находки черепных фрагментов из Франции, принадлежащих Hyaenodon и Pterodon, относили к сумчатым (Marsupialia) или к хищным (Carnivora). Мнение о принадлежности к Eutheria утвердилось благодаря работам Г. Фийоля (1874).
Э. Коп (1875) предложил название Creodonta, присвоив им подотрядный ранг в составе насекомоядных (Insectivora). М. Шлоссер (1887) повысил ранг Creodonta до отрядного, включив в его состав, кроме креодонтов (Oxyaenidae, Proviverridae), еще 3 семейства (Arctocyonidae, Mesonychia, Amblictonidae).
Вортман (1901) выделил Creodonta в качестве подотряда в составе Carnivora. У. Мэтью (1902, 1909) понимал Creodonta более широко. В современном понимании объема таксона, Creodonta соответствовали выделенному им семейству Pseudocreodi.
В дальнейшем объем и ранг креодонтов неоднократно пересматривался (Осборн (1910), Грегори (1939), Симпсон (1945), Ромер (1966) и др.). Большинство исследователей в разработке систематики плотоядных млекопитающих использовали в качестве диагностических признаки строения зубного аппарата. Однако, как относительно недавно было показано, они приобретались конвергентно, в процессе специализации челюстного аппарата.
Современный ранг и объем креодонтам придал М. Мак Кенна (1975), выделив их как отряд в составе надотряда Creofaga.

## Происхождение
Сегодня большинство специалистов рассматривает таксоны Creodonta и Carnivora в качестве сестринских и определяет их в надотряд Ferae (впрочем, согласно иной точке зрения они могут принадлежать к Lypothiphla). Так или иначе, не вызывает сомнения, что предками креодонтов и Carnivora являются пока неустановленные примитивные плацентарные. Однако насколько близко друг к другу находятся эти отряды, до конца неясно. Из предполагаемых синапоморфий креодонты и Carnivora можно упомянуть наличие костного тенториума (перегородки, отделяющей мозжечок) и некоторых общих черт в морфологии основания черепа и предплюсны; указывалось также на присутствие синапоморфий в строении посткраниального скелета креодонтов и примитивных хищных миацид. Все же, убедительно объяснить наличие общих морфологических признаков у представителей обоих отрядов посредством синапоморфий пока еще не удалось.
Предполагается, что креодонты дивергировали от эволюционной ветви Carnivora еще в позднем мелу, в дальнейшем обе группы хищников эволюционировали параллельно. Современные Carnivora морфологически более удалены от общей предковой группы, чем креодонты. По комплексу признаков линия креодонтов и Carnivora противопоставляется Didelphodonta. Появившись приблизительно в одно время с Carnivora, креодонты длительное время конкурировали с ними, зачастую добиваясь большего успеха благодаря быстрой дифференциации, но, в конце концов, полностью исчезли.

## Таксономия
В состав Creodonta входит 2 семейства: Oxyaenidae (11 родов) и Hyaenodontidae (69 родов). Семейства отличаются друг от друга по строению зубного и челюстного аппаратов, стопы, голеностопного сустава и когтевых фаланг. Hyaenodontidae были более адаптивны и многочисленны, особенно в Старом Свете; как правило, представители этой группы имели собакоподобный или гиеноподобный облик и были лучше приспособлены к активному передвижению. Oxyaenidae, получившие распространение преимущественно в Северной Америке, в большинстве своем были относительно менее крупными и обладали удлиненным телом на коротких стопоходящих конечностях, напоминая по своему сложению енотов, медведей и кошек.
Необходимо заметить, что на сегодняшний день вопросы о становлении двух ветвей креодонтов и ранних этапах их эволюции окончательно не выяснены и являются предметом дискуссий. Ряд исследователей ставит под сомнение монофилитическое происхождение Hyaenodontidae и Oxyaenidae и объединение их в один отряд. Некоторые исследователи считают, что клада является мусорным таксоном, содержащим две не связанных клады, которые предположительно тесно связаны с отрядом Хищные. По их мнению, наличие общих морфологических черт у представителей обоих семейств может объясняться их независимым происхождением от цимолестоподобных предков. Все же имеющиеся данные скорее подтверждают, чем опровергают общность происхождения креодонтов.
Тем не менее, недавний филогенетический анализ палеогеновых млекопитающих подтверждает монофилию Креодонт и помещает их в Ferae, недалеко от Pholidota.

## Распространение и эволюционная история
Установлено, что центром происхождения креодонтов была Азия. Вероятно, они появляются здесь не позднее середины палеоцена, однако древнейшие известные на сегодняшний день находки — Oxyaenidae gen. et sp. indet. (Oxyaenidae) и Proviverrinae gen. et sp. indet. (Hyaenodontidae) — происходят только из позднего палеоцена Монголии (свита Наран-Булак). Возможно, им синхронна древнейшая находка североамериканского Oxyaenidae — Tytthaena (средний тиффаний, зона Ti5). Proviverrinae gen. et sp. indet. обладает специализированными туберкуло-секториальными зубами и не может быть принят в качестве неспециализированного предка Oxyaenidae. В позднем палеоцене Oxyaenidae проникли в Северную Америку и распространились здесь. Они, одновременно с Proviverrinae (Hyaenodontidae), в раннем эоцене достигли Европы (Palaeonictis gigantea и Prototomus sp. соответственно, зона МР-7), но в Африку не проникли.

## Морфология

### Зубы
Среди примитивных креодонтов зубная формула выглядит следующим образом 3.1.4.3 // 3.1.4.3, но более поздние формы часто имели уменьшенное количество резцов, премоляров и/или моляров. Клыки всегда крупные и заостренные. Латеральные резцы большие, а медиальные резцы обычно маленькие. Премоляры примитивные, с одним первичным клыком и различными вторичными клыками.
Креодонты имели две или три пары карнасиальных зубов. Одна пара выполняла наибольшую режущую функцию (либо M1/m2, либо M2/m3).
Такое расположение отличается от современных плотоядных, у которых для карнассиалов используются P4 и m1. Это различие предполагает конвергентную эволюцию среди мясоедов, с отдельной историей эволюции и различием на уровне порядка, учитывая, что разные зубы развивались как карнассиалы как между креодонтами и плотоядными, так и между оксиаенидами и гиенодонтами. Карнасиалы известны и в других кладах плотоядных млекопитающих, например, у вымершей летучей мыши Necromantis, а также у совершенно неродственных таксонов, таких как плотоядное сумчатое Thylacoleo.
В двух основных группах креодонтов были задействованы разные моляры. У Oxyaenidae это M1 и m2, которые образуют карнасиалы. Среди гиенодонтов это M2 и m3. В отличие от большинства современных плотоядных, у которых карнассиалы являются единственными колющими зубами, у других креодонтов моляры выполняют подчиненную колющую функцию.

### Череп
У креодонтов были длинные, узкие черепа с небольшим мозгом. Череп значительно сужался за глазами, образуя отчетливые спланхнокраниальный и нейрокраниальный сегменты черепа. У них были большие сагиттальные гребни и обычно широкие мастоиды (что, вероятно, является производным признаком для данной группы). У многих креодонтов голова была пропорционально большой. У примитивных форм слуховые буллы не окостеневали. Как правило, височные ямки были очень широкими.

## Классификация
† Оксиениды
- † Dipsalidictis
- † Dipsalodon
- † Оксиены
- † Palaeonictis
- † Paroxyaena
- † Patriofelis
- † Саркастодон
- † Tytthaena